# Ernest Bacon (Fußballspieler)
Ernest Frederick Bacon (* 19. Februar 1896 in Leicester; † 9. Januar 1972 in Aylestone, Leicester) war ein englischer Fußballspieler.

## Karriere
Bacon spielte für die englische Schülernationalmannschaft, seine Karriere im Herrenbereich wurde aber durch den Ersten Weltkrieg verzögert. Nachdem er von 1915 bis 1919 im Militärdienst war und während dieser Zeit auch als Gastspieler für Coventry City antrat, debütierte er im Alter von 23 Jahren im September 1919 für Leicester City als rechter Außenläufer in der Football League Second Division. Bis Saisonende reichte es nur zu vier Einsätzen und Bacon wechselte daher im Mai 1920 zum FC Watford. Watford war für die Spielzeit 1920/21 in die neu geschaffene Football League Third Division aufgenommen werden und Bacon stand als rechter Außenläufer in der ersten Football-League-Partie der Vereinsgeschichte im Aufgebot. Auch bei Watford gelang es ihm nicht, sich dauerhaft in der Mannschaft zu halten und bestritt zu keinem Zeitpunkt mehr als drei Partien in Folge.
Bereits nach einem Jahr verließ Bacon Watford wieder und wurde vom Ostlondoner Verein Charlton Athletic, der 1921 ebenfalls in die nun Third Division South genannte Spielklasse Aufnahme fand, verpflichtet. Auch bei Charlton Athletic kam er, mittlerweile auf der Verteidigerposition, nur sporadisch in der Football League zum Einsatz, nach drei Einsätzen in der Saison 1921/22 folgten 1922/23 nur zwei weitere Auftritte. Ebenso wie bei seinen vorherigen Stationen spielte er überwiegend für das Reserveteam. 
1923 wechselte Bacon in den Non-League football und spielte dort zunächst für eine Saison bei Nuneaton Town in der Birmingham & District League. Es schlossen sich mehrere Jahre für Barwell United in der Leicestershire Senior League an, mit denen er 1926 die Ligameisterschaft gewann. 1928/29 spielte er für eine Saison bei Erith & Belvedere in der Kent League; als seine letzte dokumentierte Station ist Callender Athletic bekannt.